# Red-baiting

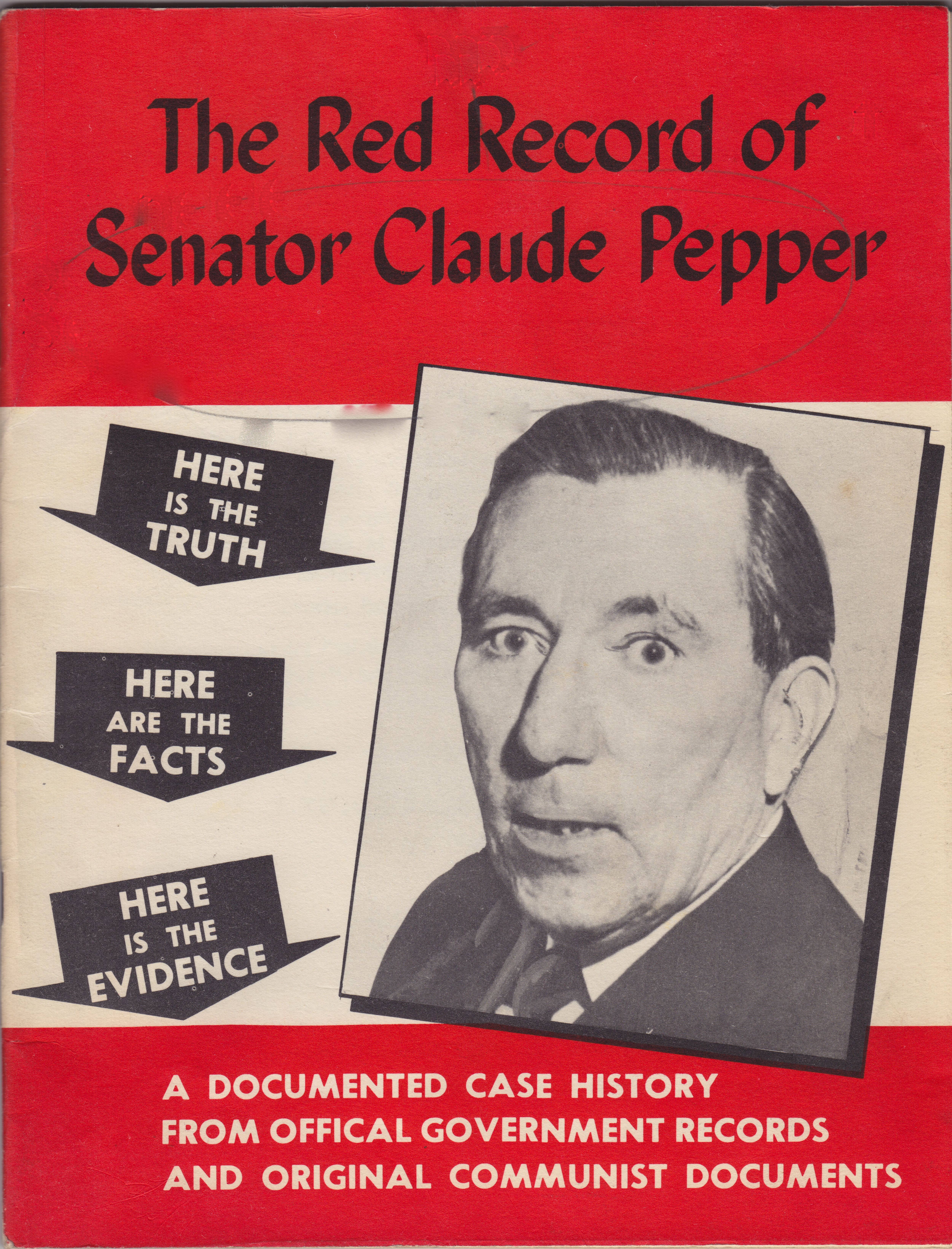
Pamflet polític propagandístic del senador George Smathers contra el seu oponent Claude Pepper, acusant-lo de comunista.

Red-baiting, també anomenat "red-tagging" a les Filipines, és una fal·làcia lògica informal que té la intenció de desacreditar la validesa d'un adversari polític i la lògica de l'adversari argument acusant, denunciant, atacant o perseguint l'individu o grup objectiu com a anarquista, comunista, Marxista, socialista, Stalinista, o simpàtic cap a aquestes ideologies. La paraula "vermell" de la frase fa referència al color que tradicionalment simbolitzava política d'esquerres a tot el món des del segle xix. La paraula "esquer" es refereix a la persecució, el turment o l'assetjament com a baiting.
Als Estats Units, el terme "esquers vermells" data del 1927. El 1928, la llista negra de les Daughters of the American Revolution es va caracteritzar com una "relíquia d'esquers vermells". Un terme que s'utilitza habitualment als Estats Units, "red-bait" a la història nord-americana, s'associa més famosament a "McCarthyism", que es va originar en els dos períodes històrics de Red Scare durant la dècada de 1920 (First Red Scare) i 1950 (Second Red Scare). Al segle XXI, s'ha argumentat que l'esquer vermell no té el mateix efecte que anteriorment a causa de les Revolucions de 1989, però alguns experts han argumentat que els esdeveniments notables de la política nord-americana actual indiquen un ressorgiment de l'esquer vermell coherent amb l'era de la Guerra Freda.

## Història

### Filipines
El comunisme a les Filipines ha estat generalment vist amb desgrat i particular desconfiança per grans sectors societat filipina des que el país va obtenir la independència dels Estats Units el 4 de juliol de 1946. Compartiren preferències ideològiques amb els Estats Units, resultants de més de quatre dècades d'assimilació i exacerbades per l'aparició de la Guerra Freda, ha provocat que els filipins tinguessin una predisposició comprensible a sospitar de grups i individus de simpaties comunistes. Aquesta predisposició fa que l'etiquetatge vermell sigui un Eina eficaç que fan servir els jugadors de l'àmbit polític, ja que autoritza les agències policials i els militars per actuar sobre els etiquetatges.
L'etiquetatge vermell gairebé mai no s'empra contra estrangers, inclosos els membres dels partits comunistes governants, a causa del principi del dret internacional de no interferència a assumptes interns d'un altre país. Això es pot veure especialment en les cordials relacions del govern amb el Partit Revolucionari Popular Lao i el Partit Comunista de Vietnam, que són partits governants dels estats membres de l'ASEAN. La pròpia ASEAN manté fermament el principi de la no interferència, donada la llarga i traumàtica experiència del sud-est asiàtic de la divisió al llarg de les línies colonials. Una de les excepcions notables al no etiquetatge d'estrangers va ser Brandon Lee, un paralegal de domini ancestral a la Regió de la Cordillera. Lee va ser etiquetat com a comunista i, per tant, automàticament com a "enemic de l'Estat", i posteriorment va ser afusellat quatre vegades. Liza Soberano i Catriona Gray, EUA i Ciutadans australians respectivament, també han estat amenaçats públicament, els primers amb assassinat i els segons amb violació.

### Estats Units

#### Segle XX
Red-Baiting va ser emprat en oposició als anarquistes als Estats Units ja a finals de la dècada de 1870, quan homes de negocis, líders religiosos, polítics i redactors van intentar reunir treballadors pobres i de classe mitjana per oposar-se als treballadors ferroviaris dissidents i de nou durant l'afer Haymarket a mitjan dècada de 1880. L'esquer vermell es va establir als Estats Units durant la dècada anterior a la Primera Guerra Mundial. A la postguerra de 1919-1921, el govern dels Estats Units la va utilitzar com a tàctica central per tractar amb radicals laborals, anarquistes, comunistes, socialistes i agents estrangers. Aquestes accions en reacció al Primer ensurt vermell i al Terror vermell concurrent van servir com a part del principi organitzatiu que conformava les polítiques contrarevolucionàries i servia per institucionalitzar anticomunisme com una força a la política nord-americana.
El període comprès entre el primer i el segon ensurt va ser relativament tranquil a causa de l'èxit de l'anticomunisme governamental, dels efectes supressius de les polítiques del [New Deal] sobre el treball organitzat radical i el patriotisme associat a mobilització total i esforç bèl·lic durant la Segona Guerra Mundial. L'esquer vermell va tornar a sorgir a finals dels anys quaranta i principis dels cinquanta durant el període conegut com el Segon ensurt vermell a causa de la creixent Guerra Freda tensions i la difusió del comunisme a l'exterior. El controvertit embolic vermell del senador Joseph McCarthy de presumptes comunistes i simpatitzants comunistes al Departament d'Estat dels Estats Units i la creació d'una llista negra de Hollywood van donar lloc al terme "McCarthisme"  que es va encunyar per significar qualsevol tipus de persecució política o caça de bruixes temerària.
La història dels esquers anticomunistes en general i del macartisme en particular continua sent molt debatuda i les divisions polítiques creades per aquesta controvèrsia continuen fent-se sentir. Els crítics Conservadors sostenen que revelacions com el desencriptatge del projecte Venona i el FBI Silvermaster File, almenys, silencien, si no, refuten la acusació que en general era el cebador vermell injustificat. L'historiador Nicholas von Hoffman va escriure a  The Washington Post  que les proves revelades al projecte Venona el van obligar a admetre que McCarthy estava "més a prop de la veritat que els que el ridiculitzaven". Liberal els crítics sostenen que, fins i tot si algú pogués demostrar que el govern dels Estats Units es va infiltrar en Espies soviètics, McCarthy va ser censurat pel Senat perquè, de fet, era temerari i políticament oportunista i el seu engreix vermell va arruïnar la vida d'innombrables persones innocents. La historiadora Ellen Schrecker va escriure que el Maccarthisme va causar més dany a la constitució que el que va fer mai el Partit Comunista Americà".

#### Segle XXI
Al segle xxi, l'esquer vermell no té el mateix efecte que abans a causa de la caiguda de la majoria de governs marxistes-leninistes, però alguns experts han argumentat que els esdeveniments de l'actual la política indica un ressorgiment de l'esquer vermell coherent amb la dècada de 1950. Les mesures del govern dels Estats Units el 2008 per fer front a la crisi hipotecària subprime com el Troubled Asset Relief Program no només es van criticar com a benestar corporatiu, sinó que es van engrescar com a "porta d'entrada al socialisme". L'activista polític i autor Tim Wise va argumentar que l'aparició de cebes vermelles pot estar motivada pel racisme envers el president Barack Obama i tem que les polítiques progressistes de la seva administració erosionin privilegi blanc als Estats Units.
Alguns comentaristes argumenten que John McCain, candidat Republicà presidencial a les eleccions presidencials dels Estats Units que els comentaris improvisats d'Obama sobre redistribució de la riquesa a Joe el lampista eren una promoció del "socialisme". El periodista David Remnick, que va escriure la biografia  The Bridge : The Life and Rise of Barack Obama , va rebutjar que ara hauria de ser obvi que després d'un any a Obama és un centre-esquerra president i la majoria de les seves polítiques compleixen la tradició democràtica de centreesquerra. El juliol de 2011, el columnista de  The Fiscal Times  'Bruce Barlett va argumentar que un examen honest de la presidència d'Obama ha de concloure que de fet ha estat moderadament demòcrata conservador i que pot passar vint anys fins que el conservadorisme bàsic d'Obama sigui àmpliament acceptat. De la mateixa manera, l'autor i columnista Chris Hedges van argumentar que les polítiques de l'administració.
L'abril de 2009, el representant Spencer Bachus va afirmar que disset dels seus col·legues del Congrés eren socialistes, però només nomenaria el senador Bernie Sanders, que s'ha descrit obertament com a "socialista democràtic" durant anys. Sanders va rebutjar que els conservadors nord-americans difuminessin les diferències entre socialisme i socialisme autoritari i entre democràcia i totalitarisme. Va argumentar que els Estats Units es beneficiarien d'un debat seriós sobre la comparació de la qualitat de vida de la classe mitjana als Estats Units i als països nòrdics amb una llarga tradició socialdemòcrata.
El maig de 2009, diversos membres conservadors del Comitè Nacional Republicà pressionaven el comitè i per extensió el president Michael Steele perquè adoptessin oficialment la posició que el Partit Democràtic és "socialista". Més d'una dotzena de membres de l'ala conservadora del comitè van presentar una nova resolució, que finalment seria votada per tot el comitè, que demanaria al Partit Demòcrata que es rebategés com a Partit Socialista Demòcrata. Si s'hagués adoptat aquesta resolució, la visió oficial del comitè hauria estat que els demòcrates són "socialistes". La resolució establia el següent:
RESOLT, que els membres del Comitè Nacional Republicà demanem al Partit Demòcrata que sigui sincer i honest amb el poble nord-americà reconeixent que han evolucionat des d'un partit tributari i gastant a un partit tributari i nacionalitzant i, per tant, haurien d'acceptar canviar el nom de Partit Socialista Demòcrata.
El dimecres 20 de maig de 2009, els partidaris de la resolució van acordar acceptar un llenguatge que instava els demòcrates a "deixar d'empènyer el nostre país cap al socialisme i el control governamental", posant fi a una lluita dins de les files del partit republicà que reflectia la divisió entre els que volen una centrista i aquells que busquen una veu més agressiva i conservadora com la que expressa el moviment Tea Party. Frank Llewellyn, director nacional de Socialistes Democràtics d'Amèrica, va argumentar que els republicans mai no defineixen realment el que entenen per socialisme i simplement es dediquen a la política de la por.
El juliol de 2009, l'amfitrió de programes de tertúlia Glenn Beck va començar a dedicar el que serien molts episodis als seus programes de ràdio i televisió, centrant-se en Van Jones, un assessor especial del Consell de Qualitat Ambiental de la Casa Blanca durant la presidència d'Obama. Beck va ser especialment crític amb la participació anterior de Jones en moviments de protesta radical i es va referir a ell com a "radical comunista-anarquista". El setembre de 2009, Jones va renunciar al seu càrrec a l'anunci d'Obamael ministeri després d'una sèrie de declaracions passades es va convertir en farratge per a crítics conservadors i funcionaris republicans.  Time  va acreditar Beck amb l'atac dels principals conservadors contra Jones, qui la va caracteritzar com un "malvat viciós" campanya "i un esforç per utilitzar" mentides i distorsions per distreure i dividir ".